# Jan Marin
Jan Alojzy Marin (19. října 1812 Stara Sil – 1873) byl rakouský právník a politik polské národnosti z Haliče, během revolučního roku 1848 poslanec Říšského sněmu.

## Biografie
Působil jako právník a publicista. Pocházel z rodiny Jana Marina, který byl emigrantem z Francie z dob revoluce, a Alojzy rozené Blaschke. Dětství strávil v Huczku (okres Dobromyl), kde jeho otec pracoval v solnici. V roce 1843 dokončil studia práv na Lvovské univerzitě. Pak více než dva roky pobýval v Lacku v okrese Dobromyl, opět v místě působení svého otce. Roku 1835 se vrátil do Lvova. 28. června 1838 získal titul doktora práv a zůstal na univerzitě. Od mládí byl činný v polských tajných spolcích. Od srpna 1835 byl členem organizace Stowarzyszenie Ludu Polskiego. Roku 1846 byl zatčen kvůli podílu na povstání. Roku 1849 se uvádí jako Joh. Marin, doktor práv v obci Dynów.
Během revolučního roku 1848 se zapojil do veřejného dění. Ve volbách roku 1848 byl zvolen i na ústavodárný Říšský sněm. Zastupoval volební obvod Dynów. Tehdy se uváděl coby nájemce statku. Náležel ke sněmovní levici. Na sněmu byl spolupracovníkem Franciszka Jana Smolky.